# Lorenz Clasen

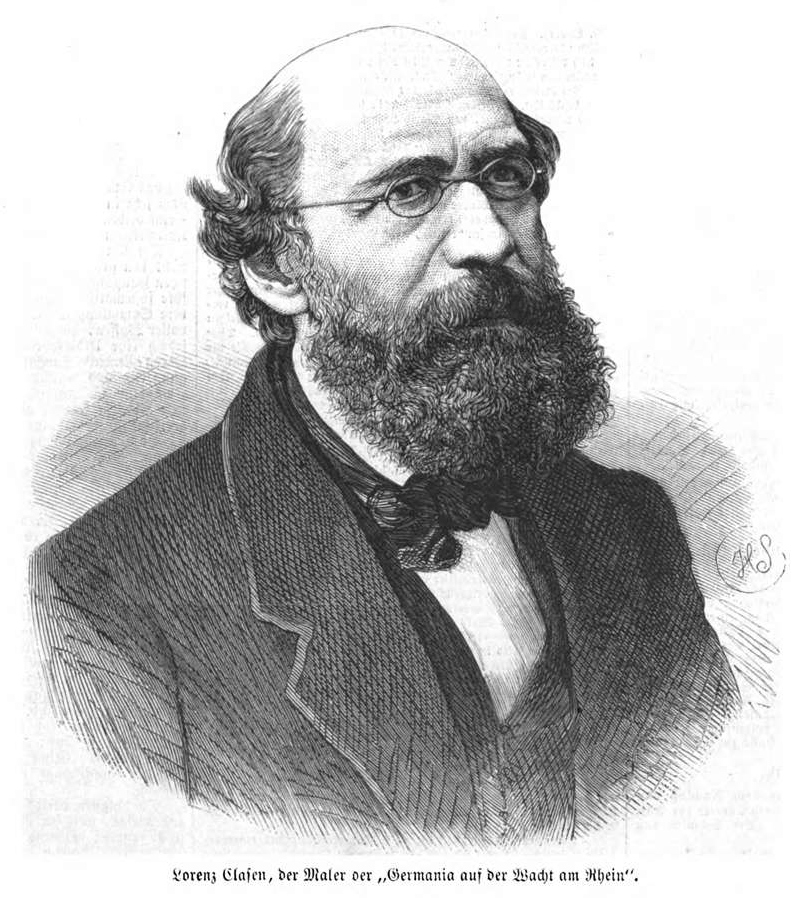
Lorenz Clasen, 1871, Illustration von Hermann Scherenberg

Lorenz Clasen (* 14. Dezember 1812 in Düsseldorf; † 31. Mai 1899 in Leipzig) war ein deutscher Historien- und Porträtmaler der Düsseldorfer Schule, Kunstkritiker und Publizist.

## Leben

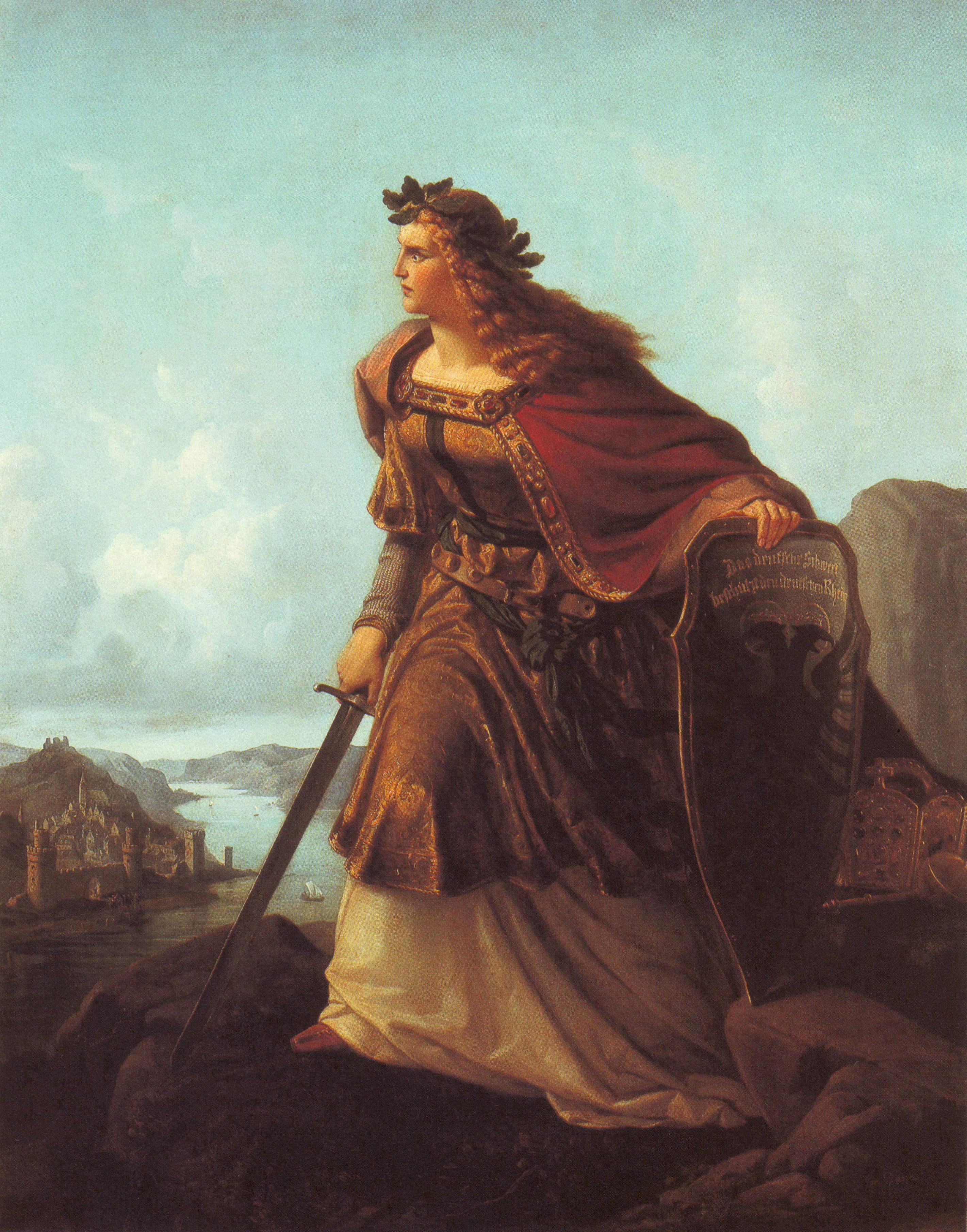
Germania auf der Wacht am Rhein, 1860

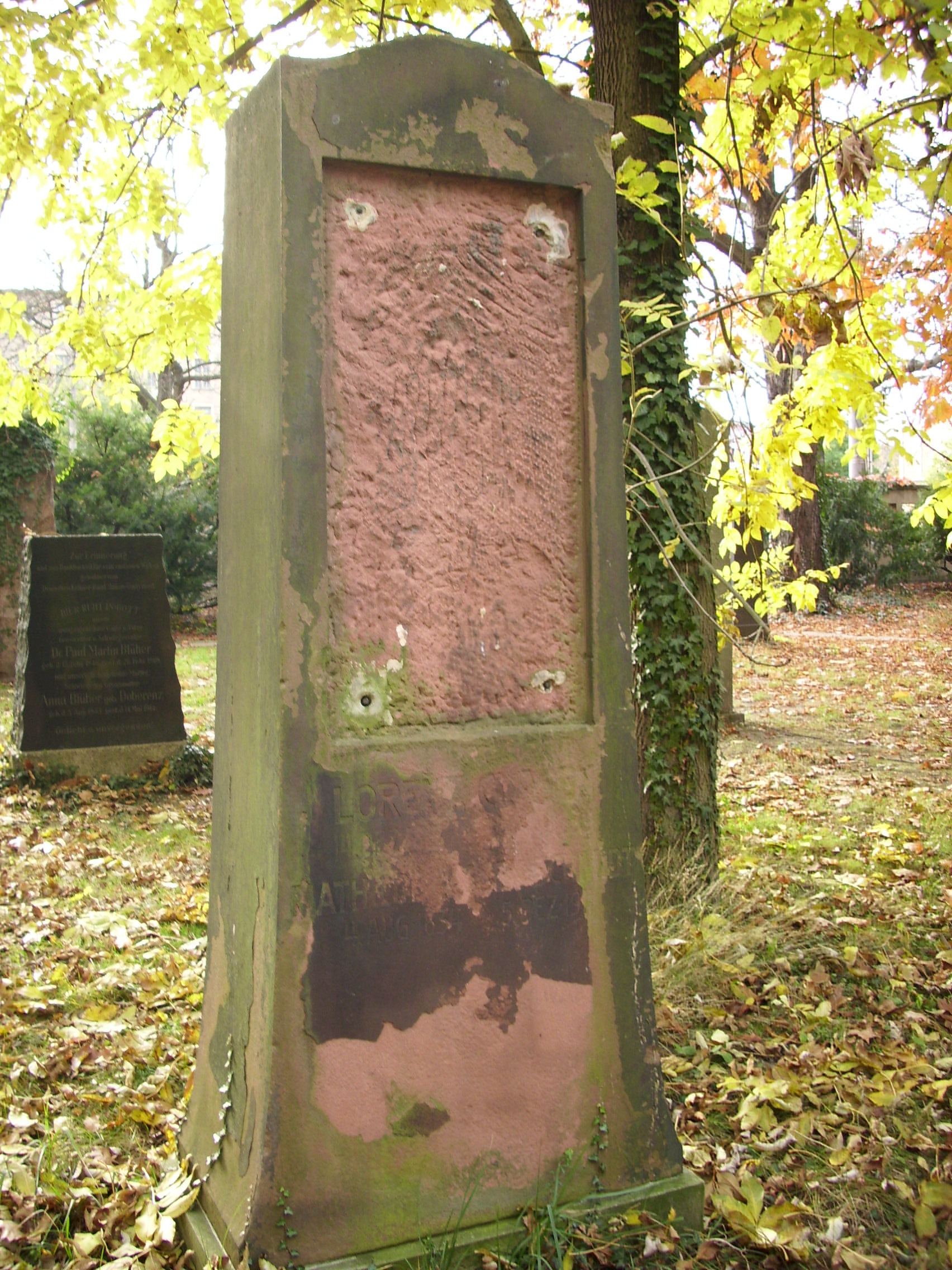
Grabsteinfragment Lorenz Clasen vom Neuen Johannisfriedhof Leipzig, heutiger Standort: Lapidarium Alter Johannisfriedhof

Nachdem er auf Wunsch seines Vaters, des Oberappellationsrates Joseph Clasen, ein Jurastudium an der Universität Bonn begonnen hatte, wechselte er 1829 an die Düsseldorfer Kunstakademie. Dort war er Schüler von Heinrich Christoph Kolbe, Theodor Hildebrandt und Wilhelm Schadow, von 1840 bis 1849 in der Meisterklasse des Letzteren. Neben der Malerei betätigte er sich als Kunstkritiker und lieferte schon früh für Düsseldorfer und auswärtige Journale vielgelesene Kunstberichte. 1842 ging er als Lehrer des Prinzen Maximilian zu Wied-Neuwied und der Fürstin an den Hof von Neuwied. In den nächsten Jahren führte er einen Teil der Fresken im Saal des Elberfelder Rathauses aus und malte historische Szenen.
Vom zweiten Halbjahr 1845 bis 1846 arbeitete er als Kunstkritiker der Düsseldorfer Zeitung. 1847 bis Ende 1849 war er Chefredakteur der Düsseldorfer Monathefte, zog dann nach Berlin und Anfang der 1850er Jahre dauerhaft nach Leipzig. Dort bearbeitete er mit Johann Andreas Romberg und anderen Autoren das Conversations-Lexicon für bildende Kunst. Außerdem leitete er u. a. das Payne’sche Familien-Journal.
Während der Märzrevolution war Clasen stellvertretender Kommandeur der revolutionären Düsseldorfer Bürgerwehr. Als ihr Chef, Clasens Cousin Lorenz Cantador, am 19. August 1848 zurücktrat, wurde Clasen das Kommando anvertraut. Ein weiterer Cousin Clasens war der Spätnazarener Carl Clasen.

## Werke

### Malerei
Clasens bekanntestes Werk ist die Germania auf der Wacht am Rhein (im Rathaus Krefeld), die in den 1870er Jahren eine ähnliche Popularität wie das Volkslied „Die Wacht am Rhein“ erhielt und vielfach kopiert wurde.
- Frühwerke:
  - Die ersten Christen
  - Die Hirten bei der Geburt des Heilandes
  - Scenen aus dem Leben der heil. Elisabeth

- Weitere Werke (Auswahl):
  - Die Bekehrung Chlodwig’s durch seine Gemahlin Klotilde (1839)
  - Die Segnungen des Friedens und des Gewerbfleißes und
  - Einzug eines glücklichen Herrscherpaares (1844, Fresken im Elberfelder Rathaus)
  - Die Bischöfe von Köln und Mainz dringen bei der Krönung Konrad’s II. auf Ehescheidung von seiner Gemahlin Gisela (1847)
  - Luther verbrennt die Bannbulle (1848)
  - Otto von Wittelsbach
  - Der Sängerkrieg auf der Wartburg
  - Konrad II. im Römersaal zu Frankfurt a. M.
  - Die Wuppertaler Industrie unter dem Schutze des hohenzollernschen Königshauses (Zyklus, für Friedrich Wilhelm IV.)
  - Die Ermordung Adalberts von Cleve (für Prinz Wilhelm)
- Der Zauberer Merlin (nach Immermann)
- Germania auf der Wacht am Rhein (1860), 1864 von Eduard Prell-Erckens der „Vaterstadt Crefeld“ geschenkt (in Krefeld zunächst im Rathaus, später im Kaiser-Wilhelm-Museum ausgestellt)
- Germania auf dem Meere (1865)

### Schriften
- Lagerscenen, gesammelt auf dem Manöver zu Salzkotten“, ein „humoristischer Versuch, 1836
- Des Kunstfreundes Reiseabenteuer, Hoffmann & Campe 1847
- Der Einzug des Teufels in Leipzig, von einem Inspirirten – ein Büchlein für Kluge und Dumme, satirisch-humoristisch
- Erlebtes und Verwebtes; aus der Schreibmappe eines Malers. Novellen

### Illustrationen (Auswahl)
- In: Deutsche Dichtungen mit Randzeichnungen deutscher Künstler. – Düsseldorf : Buddeus, (Bände 1–2) 1843. Digitalisierte Ausgabe der Universitäts- und Landesbibliothek Düsseldorf